# Heron Bay (Géorgie)
 (avril 2025).
Heron Bay est une census-designated place située dans les comtés de Henry et de Spalding, dans l’État de Géorgie, aux États-Unis. Lors du recensement de 2020, elle comptait 4 679 habitants.